# Wiener Musikverein

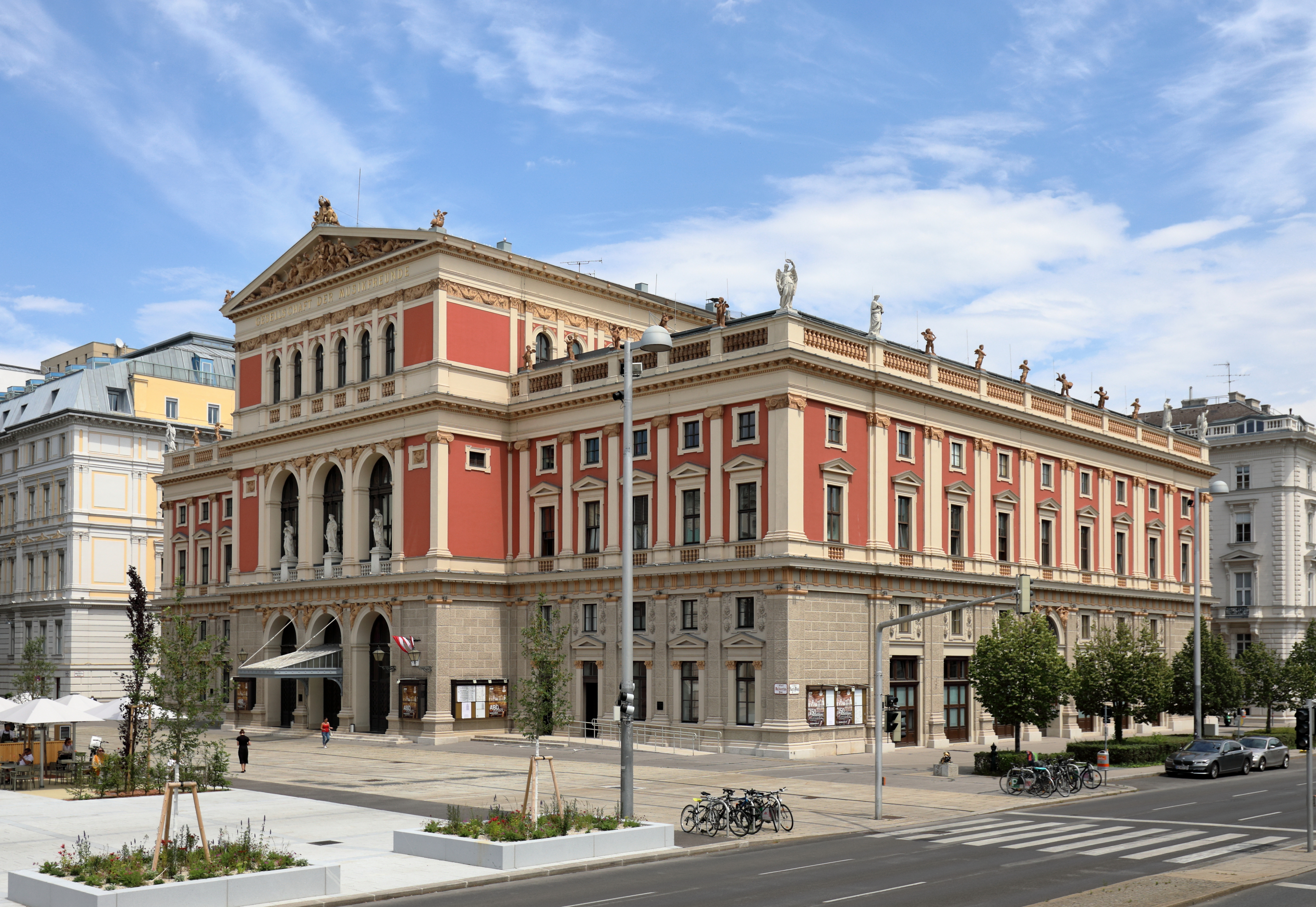
Musikvereinsgebäude (links der Musikvereinsplatz, rechts der Karlsplatz)

Der Wiener Musikverein (beziehungsweise das Haus des Wiener Musikvereins) ist ein traditionsreiches Konzerthaus in Wien. In diesem Haus befindet sich der berühmte Große (Goldene) Musikvereinssaal, der als einer der schönsten und akustisch besten Säle der Welt gilt. Der Musikverein befindet sich im 1. Wiener Gemeindebezirk, Innere Stadt, am Musikvereinsplatz.

## Geschichte

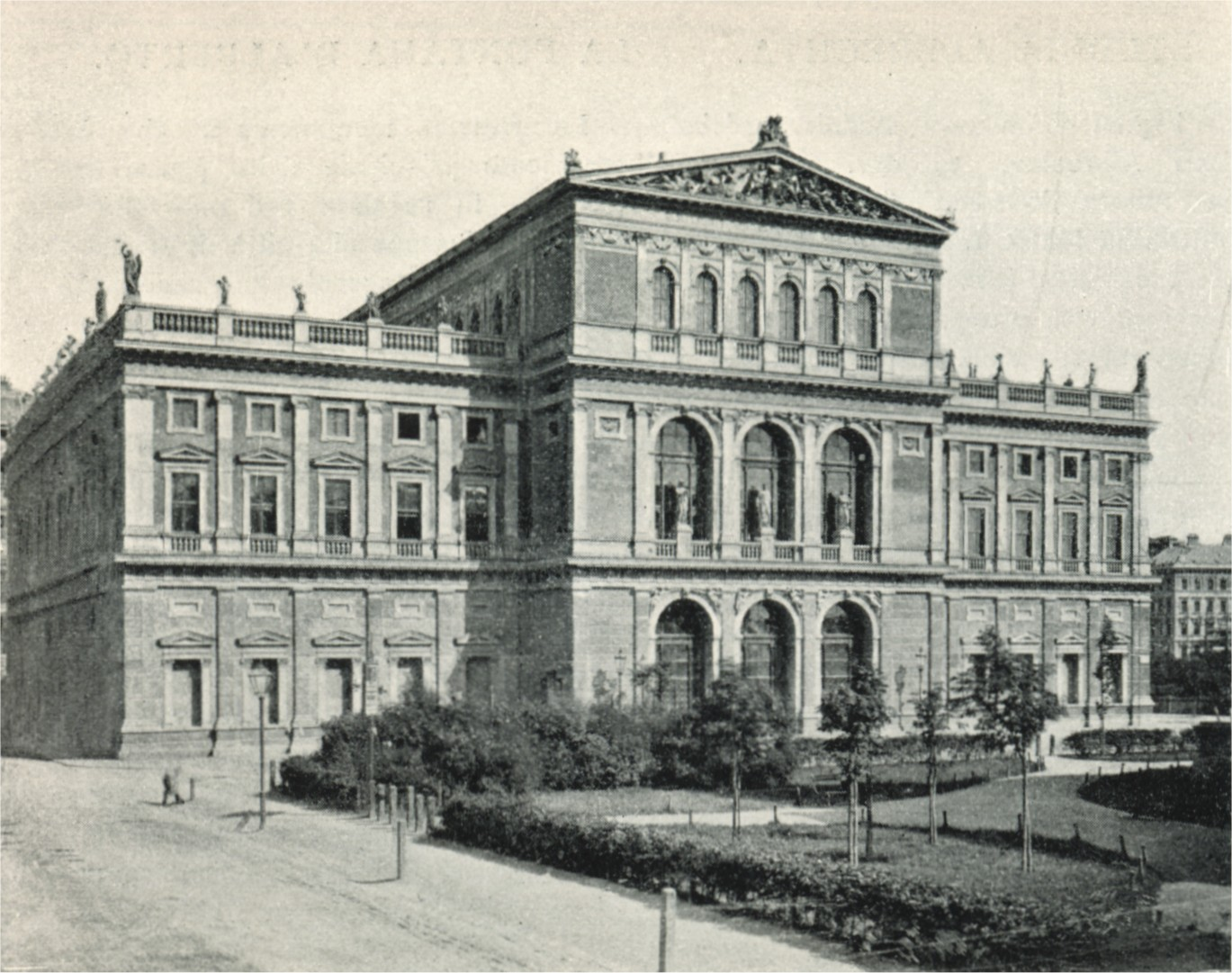
Wiener Musikverein um 1898

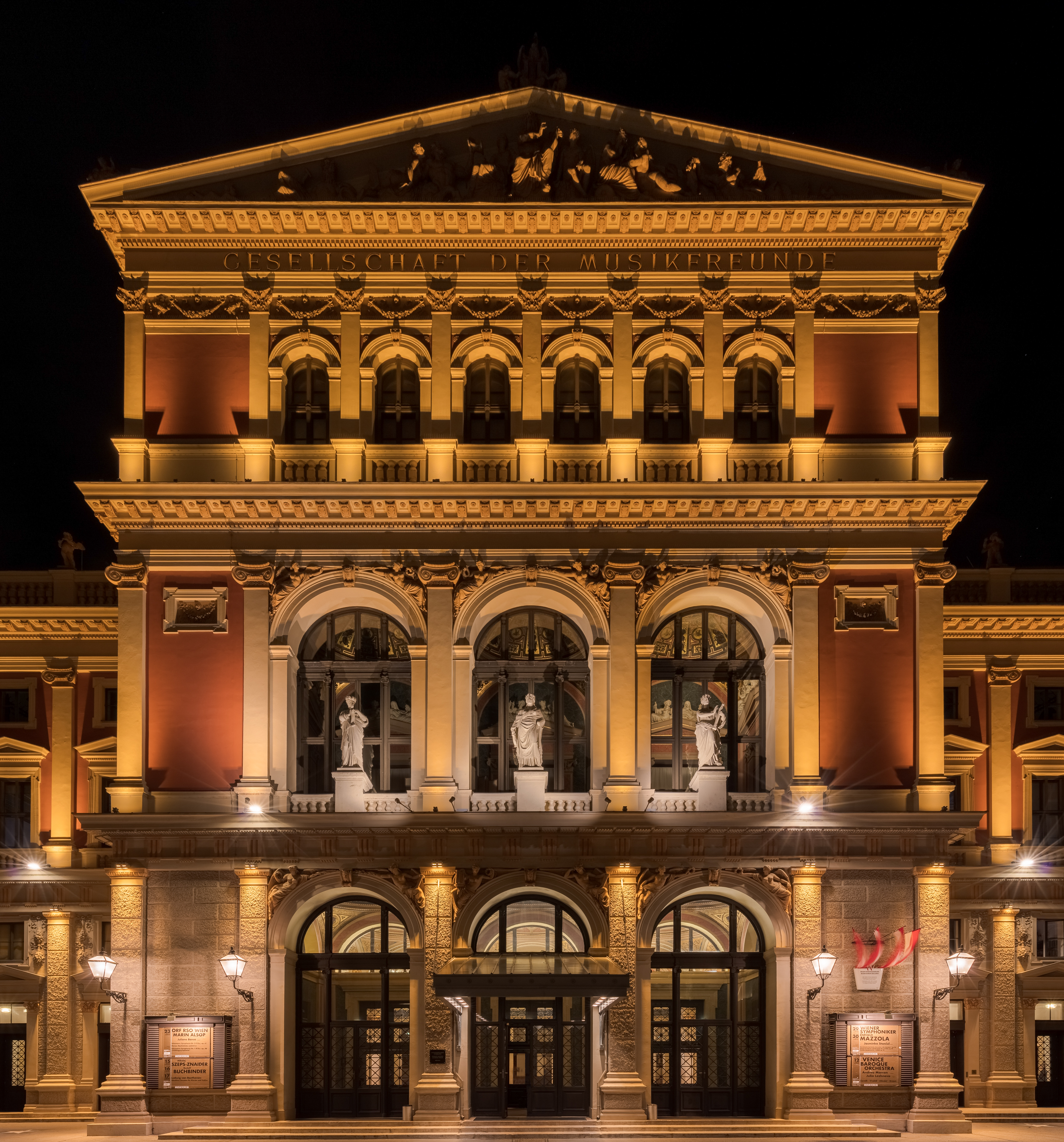
Portal des Musikvereinsgebäudes in der Nacht

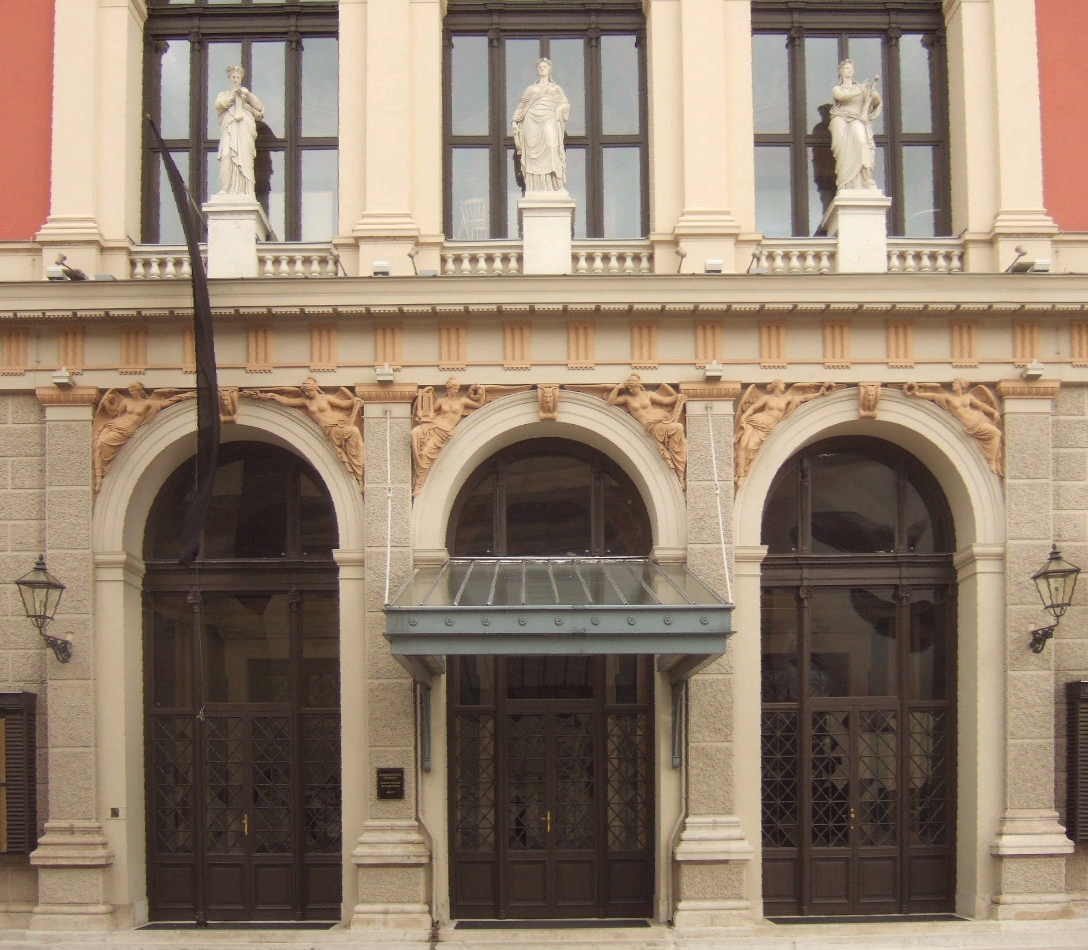
Portal

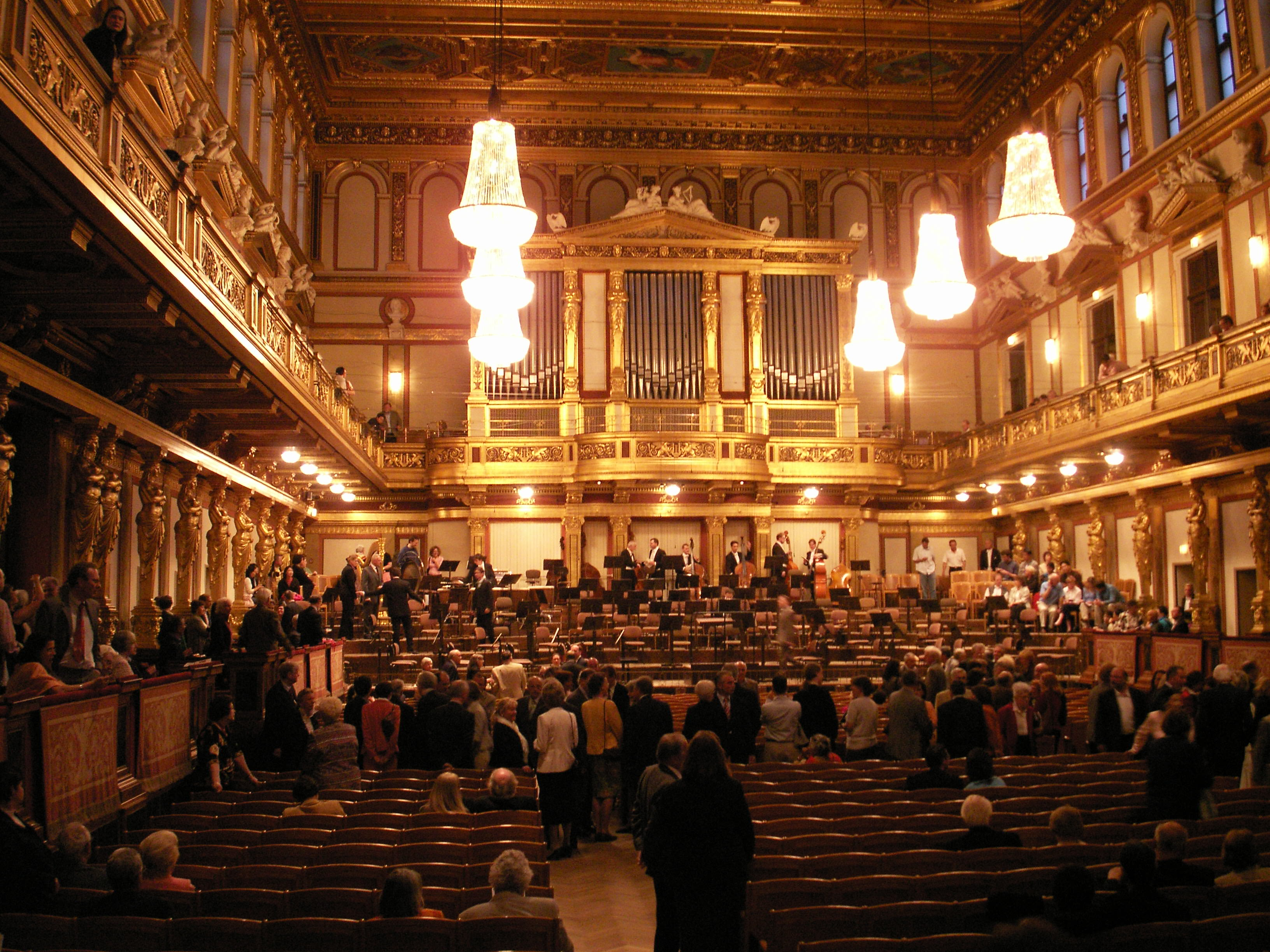
Großer Saal

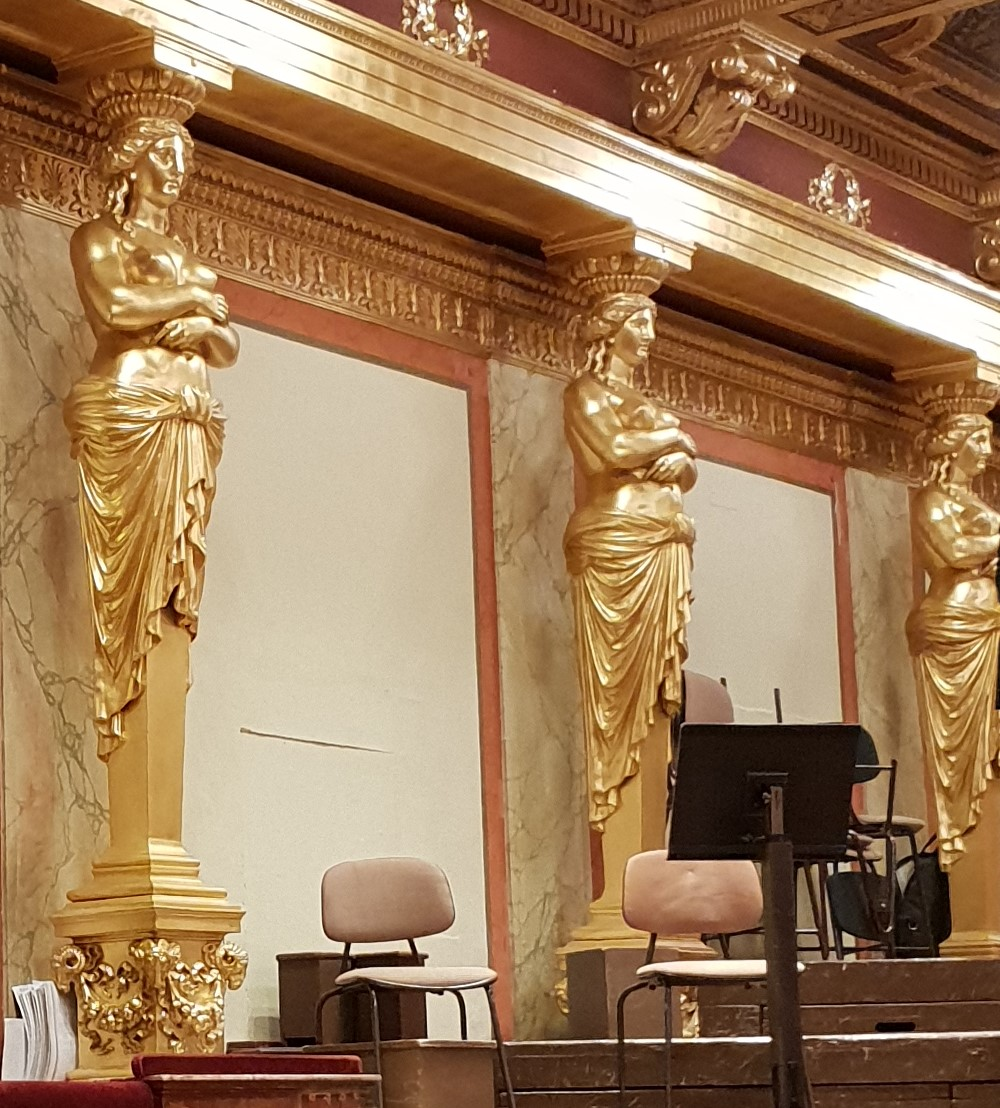
Karyatiden

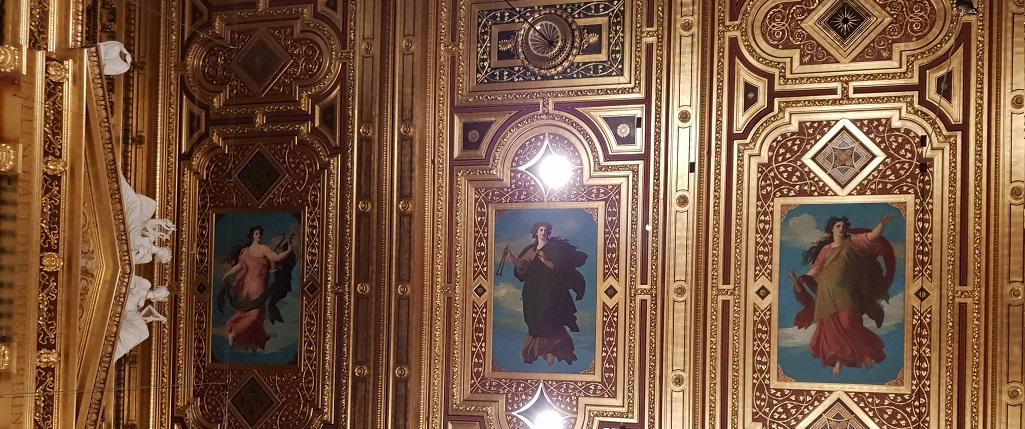
Terpsichore, Euterpe und Klio

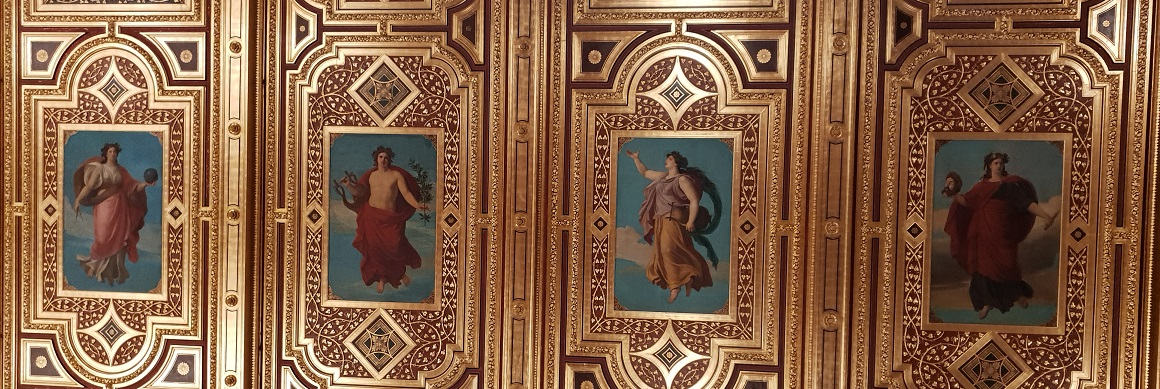
Urania, Apollon, Polyhymnia und Melpomene

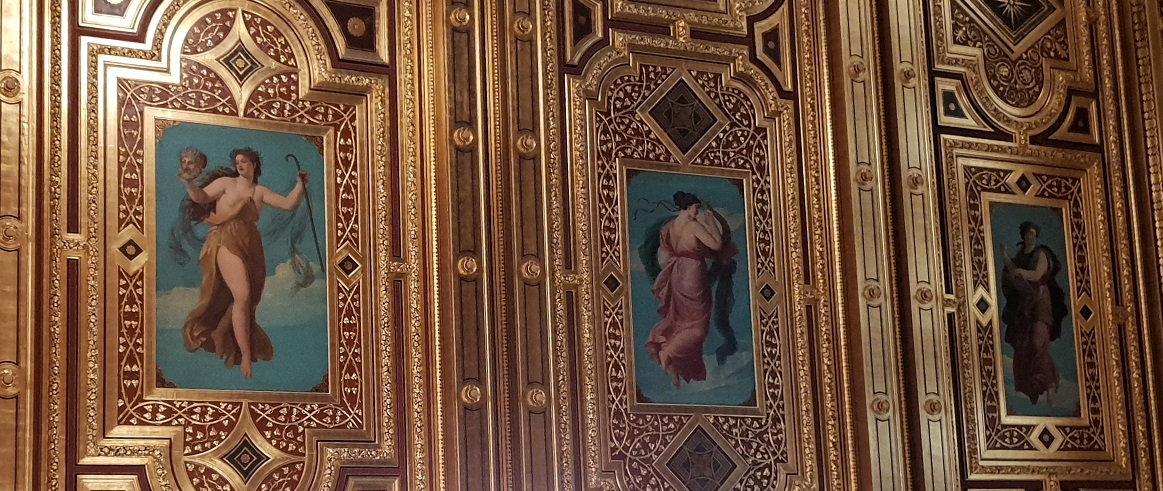
Thalia, Erato und Kalliope

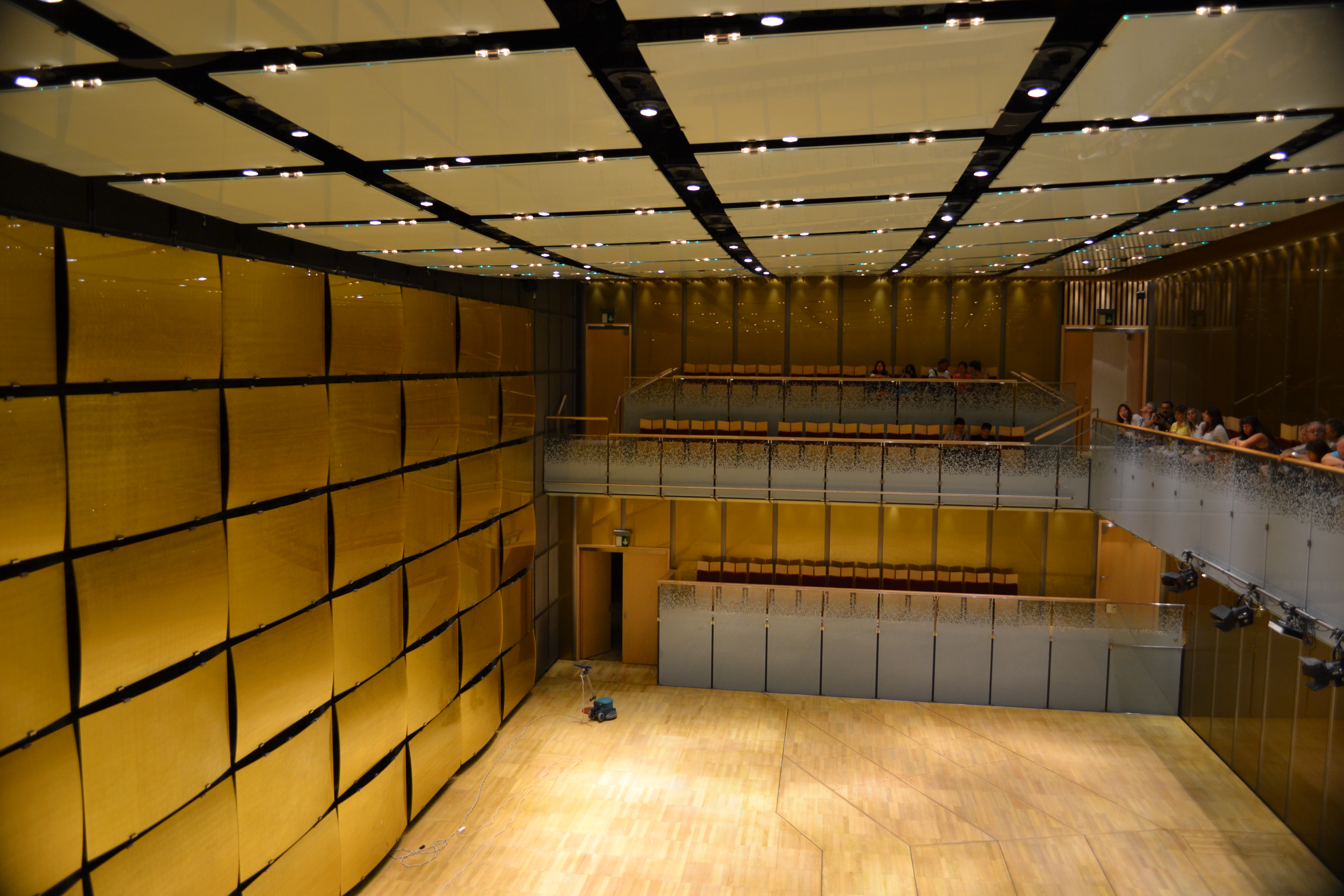
Gläserner Saal

1812 wurde die Gesellschaft der Musikfreunde in Wien von Joseph Sonnleithner gegründet. Ab November 1831 veranstaltete sie Konzerte in einem Saal an den Tuchlauben Nr. 12, der sich mit nur 700 Sitzplätzen bald als zu klein erwies.
1863 stimmte Kaiser Franz Joseph dem Vorschlag des beim Innenministerium für die neue Wiener Ringstraßenzone zuständigen Stadterweiterungsfonds zu, der Gesellschaft das dem Staat gehörende Areal am Wienfluss neben dem Bauplatz des Künstlerhauses, gegenüber der Karlskirche, unentgeltlich für ein Konzertgebäude zu überlassen.
Mit der Planung wurde der klassizistische Architekt Theophil von Hansen beauftragt. Es sollten zwei Säle werden, ein großer für Orchester- und ein kleiner für Kammermusikkonzerte. Sämtliche Steinmetzarbeiten führte die Wiener Firma Anton Wasserburger aus; nach ihren Eigenschaften, aber auch ihrer Verfügbarkeit, wurden Sandsteine aus Breitenbrunn und St. Margarethen, harte Kalksteine von Kaisersteinbruch am Leithagebirge und Wöllersdorf verwendet.
Einschneidend waren die Revolutionsereignisse von 1848. Konzerte durften keine stattfinden, es gab ein Versammlungsverbot. Der Komponist und Pianist Carl Czerny, der am 15. Juli 1857 verstarb, vermachte 25 Prozent seines Vermögens dem Musikverein, wodurch das Überleben des Vereins gesichert war. Das Haus wurde am 6. Jänner 1870 mit einem feierlichen Konzert eröffnet, und die Kritik lobte sogleich einhellig die grandiose Akustik des Großen Saales, dessen Ruhm sich in kurzer Zeit in der ganzen Welt verbreitete. Auch der kleine Saal, der 1937 nach Johannes Brahms benannt wurde, erhielt bald den Ruf, ein idealer Ort für Kammermusik zu sein.
1938 wurde die Gesellschaft von den  Nationalsozialisten de facto aufgelöst. Es ist von der Direktion eine Solidaritätserklärung für den damaligen Kanzler Kurt Schuschnigg ausgesprochen worden. Daraufhin wurden alle gekündigt, die Gesellschaft hat aufgehört zu existieren. Franz Schütz, ein Organist, wurde von den Nationalsozialisten ins Amt gehievt, und die Gesellschaft der Musikfreunde wurde in die Reichsmusikkammer eingegliedert. Der Name blieb jedoch bestehen.
Dass es den Goldenen Saal in seiner ursprünglichen Form noch gibt, hängt damit zusammen, dass die Fliegerbombe, die in das Gebäude im Zweiten Weltkrieg einschlug und auf der Orgel liegenblieb, nicht explodierte.
Im Jahr 2004 wurden vier kleinere, unterirdische Säle eröffnet, die für Konzerte ebenso wie für Proben, Konferenzen, Workshops oder Empfänge konzipiert sind und für größtmögliche Flexibilität in der Nutzung mit modernster Technik ausgestattet wurden. Ursprünglich hätte diese Erweiterung vom amerikanischen Musikmäzen Alberto Vilar finanziert werden sollen. Nachdem dieser abgesprungen war, half der austro-kanadische Industrielle Frank Stronach aus.
Der Jurist und ehemalige Geschäftsführer der Jeunesse – Musikalische Jugend Österreichs, Thomas Angyan, war von 1988 bis 2020 Intendant der Gesellschaft der Musikfreunde. Ihm folgte Stephan Pauly nach.

## Architektur
Der Musikverein ist im historisierenden Stil nach Vorbildern aus der griechischen Antike gebaut: Säulen, Karyatiden und Giebel-Reliefs lassen die Assoziation zu, hier sei ein Tempel für die Musik errichtet worden.
Der große Saal ist mit einem Deckengemälde von August Eisenmenger und Plastiken von Franz Melnitzky versehen; die Deckengemälde zeigen die neun Musen und den griechischen Gott Apollon in folgender Reihenfolge, beginnend bei der Seite mit der Orgel:  Terpsichore – Euterpe – Klio   – Urania – Apollon – Polyhymnia –  Melpomene – Thalia – Erato – Kalliope. In der Regel stehen 1744 Sitzplätze und 300 Stehplätze zur Verfügung.
Der kleine Saal wurde erst 1993 in seiner ursprünglichen Form mit roten Säulen und grünen Marmorwänden wiederhergestellt.
Die vier neuen Säle in einem unterirdischen Zubau unterhalb des Vorplatzes wurden vom Architekten Wilhelm Holzbauer geplant und nach dem jeweils dominanten Grundbaustoff Glas, Metall, Stein und Holz benannt.

## Akustik
Der Große Saal (oft auch als „Goldener Saal“ bezeichnet) gilt als einer der besten Konzertsäle der Welt. Die Gründe für die hervorragende Qualität der Akustik sind zahlreich und zum Teil unbeabsichtigte Zufälle: Hansen musste sich auf seine Intuition verlassen, da wissenschaftliche Studien über Raumakustik erst im 20. Jahrhundert durchgeführt wurden.
Beim Großen Saal sind alle Voraussetzungen für einen guten Konzertsaal erfüllt: Ideale Proportionen des Raumes, genügend großes Raumvolumen, nicht zu viele Plätze, viele schallstreuende Flächen wie Logen, Balkone und Skulpturen, keine schallabsorbierenden Flächen außer dem Publikum. Ein wesentlicher Aspekt der Akustik ist die Nachhallzeit, sie beträgt hier zwei Sekunden.
Durch seine Quaderform (das „Schuhschachtel-Prinzip“) versorgt der Große Saal das Publikum mit den heute als wichtig erkannten frühen Reflexionen von den Seiten. Andere berühmte Säle mit ausgezeichneter Akustik wurden in der Zeit von 1870 bis 1900 ebenfalls als Schuhschachteln mit vielen schallstreuenden Flächen erbaut:
- Das Stadtcasino in Basel (1876)
- Das Neue Concerthaus (Zweites Gewandhaus) in Leipzig (1884)
- Das Concertgebouw in Amsterdam (1887)
- Die Tonhalle in Zürich (1895)
- Die Stadthalle in Wuppertal (1900)
- Die Symphony Hall in Boston (1900)

## Orgel des Großen Musikvereinssaals

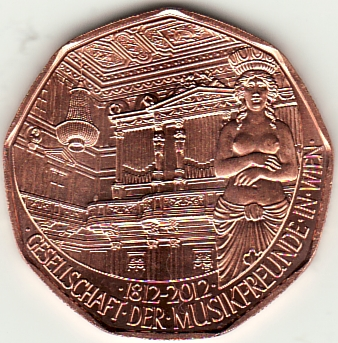
Österreichische 5-Euro-Münze (2012)

### Ladegast-Orgel 1872
Der von Theophil Hansen entworfene Prospekt der Orgel ist bei allen Veranstaltungen Hintergrund und Markenzeichen des Konzertsaales, wiewohl die sichtbaren Pfeifen, die noch von Friedrich Ladegast stammen, nicht klingen. Die Orgelbaukommission des Musikvereins, der auch Anton Bruckner angehörte, hatte acht Firmen zur Einsendung von Projekten aufgefordert. Fünf Bieter reichten Vorschläge ein; die Kommission entschied sich am 18. Mai 1869 einstimmig für denjenigen des deutschen Orgelbauers Friedrich Ladegast, der eine Orgel mit 44 Registern auf 3 Manualen und Pedal angeboten hatte. Bei der Auftragserteilung wurde die Disposition auf 52 Register erweitert. Am 5. November 1872 übergab Ladegast das fertige Werk. Es war mit einer mechanischen Traktur ausgestattet und hatte in den Manualwerken Schleifladen, im Pedalwerk Hängeventilladen. Ladegast war ein überzeugter Anhänger der Schleiflade geblieben; am 13. Januar 1880 hatte er sich diesbezüglich in einem Brief an Leopold Alexander Zellner, den Generalsekretär der Gesellschaft der Musikfreunde, mit folgenden, sprichwörtlich gewordenen Zeilen gewandt: Von den im vergangenen Jahre gelieferten Werken waren zwei mit Kegelladen. In vieler Beziehung sind dieselben leichter herzustellen als Schleifladen. (Dies ganz unter der Hand gesagt!) Das Schleifladensystem wird von den Kegeln nicht verdrängt werden. Da jedoch fast alles kegeltoll ist, so hilfts nichts, man muß – mit heulen!
 Die Orgel erklang am 10. November 1872 in Händels „Dettinger Te Deum“, dessen Continuo-Begleitung von Johannes Brahms für Orgel arrangiert wurde, unter dessen Dirigat als Begleitinstrument zum ersten Mal in einem Konzert. Beim Eröffnungskonzert am 15. November 1872 stand Anton Bruckner als Improvisator im Mittelpunkt, Carl August Fischer aus Dresden beeindruckte mit Liszts »Fantasie und Fuge über B-A-C-H«.

### Rieger-Orgel 1907
Die Ladegast-Orgel war mit zahlreichen Spielhilfen und einer komplizierten Mechanik ausgestattet. Als diese störanfällig wurden und immer mehr versagten, entschlossen sich die Beteiligten für einen Neubau durch die Firma Rieger aus Jägerndorf (Schlesien). Das Opus 1400 der Firma Rieger hatte 71 Register und wurde am 11. Dezember 1907 durch ein Konzert der Öffentlichkeit vorgestellt. Das elektropneumatische Instrument gefiel besonders Franz Schmidt, weshalb er es für etliche seiner Uraufführungen heranzog. Ebenso wurde die Rieger-Orgel, auch nach einer nachteiligen Dispositionsänderung und Einbau einer elektrischen Traktur durch die Wiener Firma Molzer im Jahre 1948, von hochrangigen Konzertorganisten wie Marcel Dupré geschätzt.

### E. F. Walcker & Cie.-Orgel 1969
Trotz heftiger Streitigkeiten in der Fachwelt wurde dieses Instrument 1967/69 durch ein 100 Register umfassendes, auf 4 Manualen und Pedal spielbares Werk der Firmen E. F. Walcker & Cie. (Ludwigsburg) und Werner Walcker-Mayer (Guntramsdorf) ersetzt. Treibende Kraft war Karl Richter gewesen, der auch die Disposition der neuen Orgel entwickelte. Um die vielen Register unterzubringen, wurde auch der Unterbau des Gehäuses mit einbezogen und hinter Lamellen Register positioniert. Dieser Neubau wurde allerdings, vor allem wegen seiner Ausführung mit elektrischer Traktur, von bedeutenden Organisten kategorisch abgelehnt; gefordert war eine mechanische Traktur. Anlass für Unzufriedenheit bot auch die barocke Klangsprache der Orgel, die der Wiedergabe symphonischer Orgel-Literatur – prädestiniert für Konzertsaalorgeln – entgegenstand.

### Rieger-Orgel 2011
Aufgrund anhaltender Kritik und größerer Schäden an der Walcker-Orgel wurde 2005 eine Orgelkommission gegründet, in der Dame Gillian Weir, Ludger Lohmann, Olivier Latry, Peter Planyavsky, Martin Haselböck, Otto Biba und Thomas Mittermayer vertreten waren. Diese entwickelten ein Konzept für eine neue Konzertsaalorgel, den Großauftrag dazu erhielt die seit 1946 in Vorarlberg ansässige Firma Rieger Orgelbau 2009, der Einbau des Instruments in das historische Gehäuse dauerte bis Anfang 2011. Im Zuge dieser Arbeiten wurde auch der Unterbau des Gehäuses mit seinen Verzierungen wieder rekonstruiert, in ihm befinden sich Pedal- und Orchesterwerk. Die Rieger-Orgel hat 86 Register auf 4 Manualen und Pedal.
| I Orchesterwerk C–c4 |       |
| Lieblich Gedackt     | 16′   |
| Geigenprincipal      | 8′    |
| Viola da Gamba       | 8′    |
| Salicional           | 8′    |
| Wienerflöte          | 8′    |
| Blockflöte           | 8′    |
| Holzgedackt          | 8′    |
| Octave               | 4′    |
| Viola                | 4′    |
| Gedecktflöte         | 4′    |
| Octave               | 2′    |
| Mixtur IV            | 2′    |
| Harmonia aeth. II-V  | 2 ⁄3′ |
| Fagott               | 16′   |
| Euphonium            | 8′    |
| Oboe                 | 8′    |
| Klarinette           | 8′    |
| Tremulant            |       |

| II Hauptwerk C–c4 |       |
| Principal         | 16′   |
| Violon            | 16′   |
| Principal         | 8′    |
| Flûte Major       | 8′    |
| Gamba             | 8′    |
| Gedackt           | 8′    |
| Gemshorn          | 8′    |
| Octave            | 4′    |
| Salicional        | 4′    |
| Spitzflöte        | 4′    |
| Quinte            | 2 ⁄3′ |
| Superoctave       | 2′    |
| Großmixtur IV–VI  | 2 ⁄3′ |
| Mixtur IV–V       | 1 ⁄3′ |
| Cornet V          | 8′    |
| Trompete          | 16′   |
| Trompete          | 8′    |
| Trompete          | 4′    |

| III Schwellwerk C–c4 |        |
| Salicet              | 16′    |
| Principalviolon      | 8′     |
| Gambe                | 8′     |
| Aeoline              | 8′     |
| Voix céleste         | 8′     |
| Flûte harmonique     | 8′     |
| Bourdon              | 8′     |
| Flûte octaviante     | 4′     |
| Fugara               | 4′     |
| Nazard harmonique    | 2 ⁄3′  |
| Octavin              | 2′     |
| Tierce harmonique    | 1 3⁄5′ |
| Sifflet              | 1′     |
| Fourniture V         | 2′     |
| Basson               | 16′    |
| Trompette harm.      | 8′     |
| Hautbois             | 8′     |
| Clairon harm.        | 4′     |
| Voix humaine         | 8′     |
| Tremulant            |        |

| IV Solowerk C–c4 |        |
| Quintatön        | 16′    |
| Diapason         | 8′     |
| Flauto Amabile   | 8′     |
| Doppelflöte      | 8′     |
| Prestant         | 4′     |
| Traversflöte     | 4′     |
| Nasard           | 2 ⁄3′  |
| Flöte            | 2′     |
| Terz             | 1 3⁄5′ |
| Larigot          | 1 ⁄3′  |
| Mixtur IV        | 1 ⁄3′  |
| Englischhorn     | 8′     |
| Trompette Royal  | 8′     |
| Tuba             | 8′     |

| (Orchester)Pedal C–g1 |       |
| schwellbar            |       |
| Subbass               | 32′   |
| Subbass               | 16′   |
| Violon                | 8′    |
| Gedackt               | 8′    |
| Bassklarinette        | 16′   |
| nicht schwellbar      |       |
| Kontrabass            | 32′   |
| Kontrabass            | 16′   |
| Violonbass            | 16′   |
| Salicetbass           | 16′   |
| Octavbass             | 8′    |
| Flöte                 | 8′    |
| Flöte                 | 4′    |
| Rauschpfeife III      | 2 ⁄3′ |
| Kontraposaune         | 32′   |
| Posaune               | 16′   |
| Fagott                | 16′   |
| Trompete              | 8′    |
| Clairon               | 4′    |

## Veranstaltungen, Nutzung

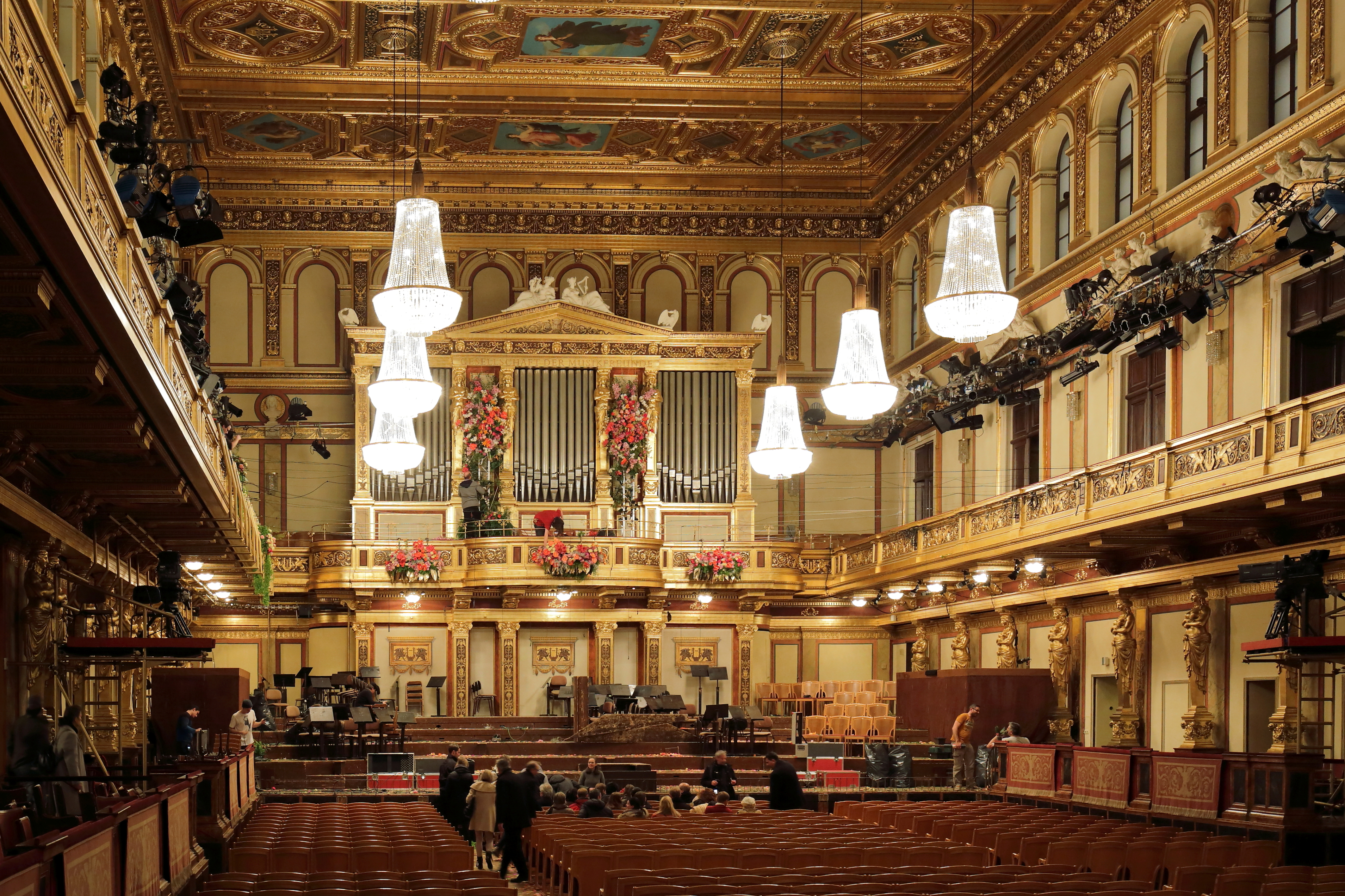
„Goldener Saal“, rund zwei Stunden nach dem Ende des Neujahrskonzertes 2015

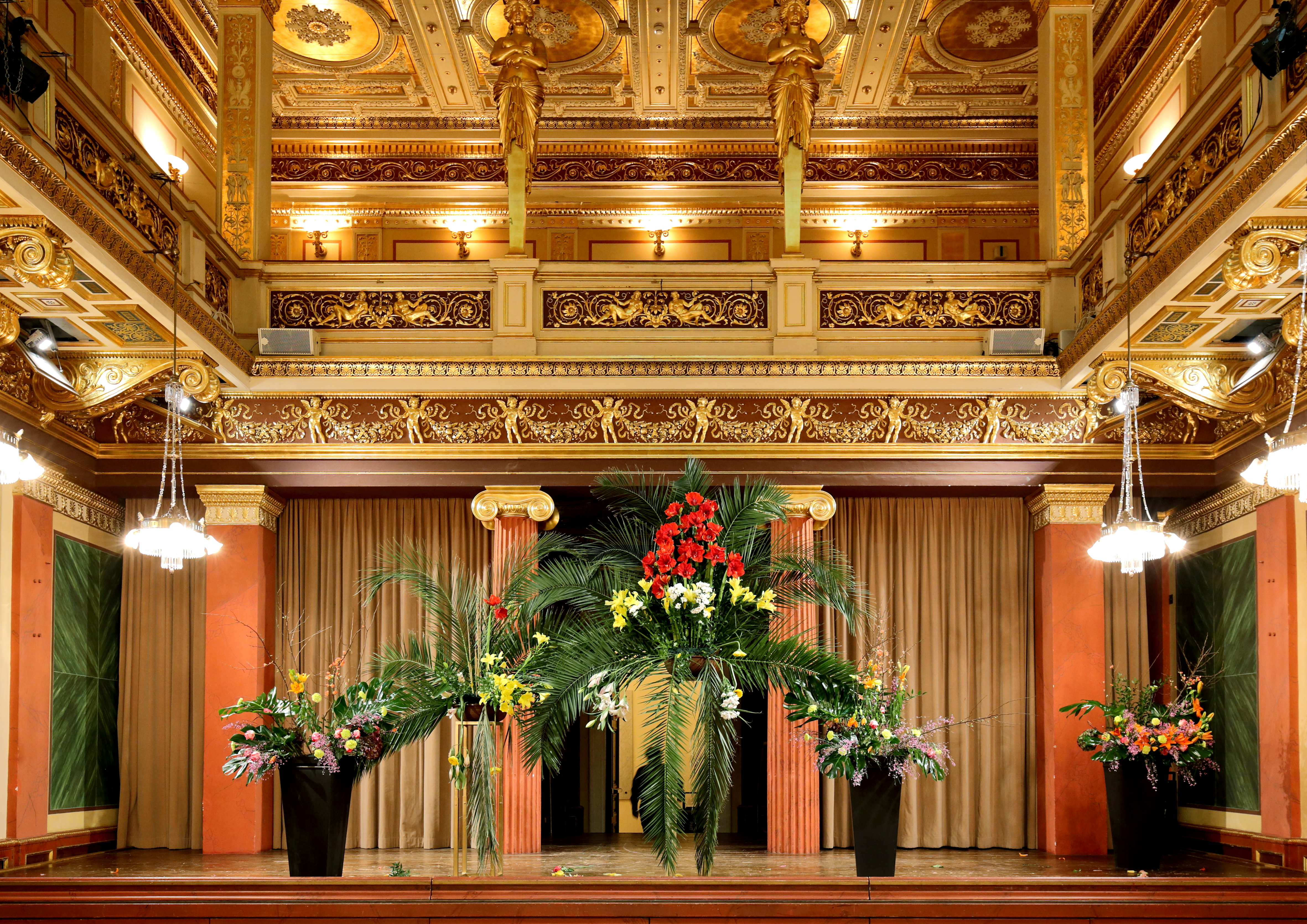
Podium bzw. Stirnseite des Brahms-Saales

Eine weltweit bekannte Veranstaltung im Wiener Musikverein ist das jährliche Neujahrskonzert der Wiener Philharmoniker. 1924 veranstaltete das Orchester hier erstmals seinen Philharmonikerball, der als einer der prestigereichsten Wiener Bälle gilt. Von 2006 bis 2014 fand auch das alljährliche Konzert zum Nationalfeiertag hier statt. Seit 2019 ist der Musikverein Spielstätte der Wiener Festspiele.

## Umgebung
Dem Musikverein unmittelbar benachbart befindet sich in Tieflage die U-Bahn-Station Karlsplatz, die die Linien U1, U2 und U4 verknüpft. Mit den oberirdisch verkehrenden Straßenbahnlinien 1 und 62 und weiteren Linien auf der nur einen Häuserblock entfernten Ringstraße handelt es sich um einen der am stärksten frequentierten Verkehrsknoten Wiens.
Im Jahr 2011 wurde der Vorplatz zwischen dem Künstlerhaus und dem Musikverein als Musikvereinsplatz nach der Institution benannt.

## Zahlen
| Saal                                     | Grundfläche     | Höhe         | Kapazität                         |
| Großer Saal                              | 48,9 m × 19,1 m | 17,75 m hoch | 1744 Sitz- und ca. 300 Stehplätze |
| Brahms-Saal                              | 32,5 m × 10,3 m | 11 m hoch    | ca. 600 Plätze                    |
| Gläserner Saal/Magna Auditorium          | 22 m × 12,5 m   | 8 m hoch     | 380 Plätze                        |
| Metallener Saal                          | 10,5 m × 10,8 m | 3,2 m hoch   | 126 Plätze                        |
| Steinerner Saal/Horst-Haschek-Auditorium | 13 m × ~8,6 m   | ~3,3 m hoch  | 70 Plätze                         |

Der Hölzerne Saal ist nicht als Konzertsaal vorgesehen und fehlt daher in dieser Liste.